# Мельничук Андрій Васильович
Андрі́й Васи́льович Мельничу́к (13 червня 1940, c. Сураж Шумського району Тернопільської області — 5 вересня 2024) — український журналіст. Заслужений журналіст України. Член Національної спілки журналістів України.

## Життєпис
Народився на Тернопільщині. Після навчання в середній школі працював сільським бібліотекарем, згодом — кореспондентом районної газети в Шумську. Вищу освіту здобув на факультеті журналістики Київського державного університету імені Тараса Шевченка (1961—1966). Школу й університет закінчив з відзнакою.
Працював у республіканській газеті «Радянська Україна» — випусковим, заступником відповідального секретаря.
З 1973 року — старший викладач факультету журналістики Київського державного університету імені Тараса Шевченка, звідки 1975 року знову перейшов у «Радянську Україну» на посаду відповідального секретаря. У жовтні 1991 року правонаступницею цього видання стала газета «Демократична Україна», в якій працював заступником головного редактора — відповідальним секретарем.
З 1998-го по серпень 2014 року — заступник редактора, згодом редактор відділу листів газети «Сільські вісті».

## Творчість
Співавтор і упорядник низки книжок, автор публікацій у періодиці, зокрема в літературних журналах. Його перу належать розгорнуті розвідки про багатьох відомих діячів літератури й мистецтва, як от Олесь Гончар, Платон Воронько, Степан Олійник, Дмитро Луценко, Микола Сингаївський, Петро Білинник, Анатолій Солов'яненко, Сергій Козак, Вадим Крищенко, Микола Сядристий та інші.
Лауреат Всеукраїнської премії імені Степана Олійника «В ім'я добра» — за численні публікації про життя і творчість Степана Олійника. За книжку «Погляд крізь час» (2015) і серію публікацій про відомих столичних діячів літератури й мистецтва (2013—2015) відзначений Мистецькою премією «Київ» імені Анатолія Москаленка (2016).

## Нагороди, відзнаки
- Орден «Знак Пошани».
- Почесне звання «Заслужений журналіст України».
- Почесна грамота Верховної Ради України.
- Мистецька премія «Київ» імені Анатолія Москаленка (2016).
- Всеукраїнська премія імені Степана Олійника «В ім'я добра» (2015).
- Лавреат першого Всеукраїнського фестивалю журналістики.